# Emeka Oparaugo
Emeka Oparaugo es un futbolista nigeriano nacionalizado argentino. Juega como delantero en Las Palmas del Torneo Regional Federal Amateur.

## Trayectoria
Oparaugo llegó a Talleres en 2016 junto a sus compatriotas Tiongoli Tonbar y Okiki Afolabi. El único que logró consolidarse fue Emeka, ya que los anteriores se fueron ese mismo año, llegando a debutar solamente Afolabi en el primer equipo. Oparaugo aún no hizo su debut oficial pero lleva convertidos algunos goles en la Reserva, donde es titular. Jugó además en la Selección sub-20 de Nigeria.
Fue bicampeón con la reserva de Talleres en 2017 y 2018, pero quedó libre. En 2019 se incorporó al AMSURRBaC. En enero de 2020 se transformó en nuevo jugador de General Paz Juniors para disputar el Torneo Regional Federal Amateur 2020. 

## Clubes
| Club                | País      | Año       |
| ------------------- | --------- | --------- |
| Heartland F.C.      | Nigeria   | 2015-2016 |
| Talleres            | Argentina | 2016-2018 |
| AMSURRBaC           | Argentina | 2019      |
| General Paz Juniors | Argentina | 2020-2021 |
| Las Palmas          | Argentina | 2021-2022 |

## Palmarés
| Título            | Club     | País      | Año  |
| ----------------- | -------- | --------- | ---- |
| Torneo de Reserva | Talleres | Argentina | 2017 |
| Torneo de Reserva | Talleres | Argentina | 2018 |